# Nanos fallaciosus
Nanos fallaciosus là một loài bọ cánh cứng trong họ Bọ hung (Scarabaeidae).